# Suinin

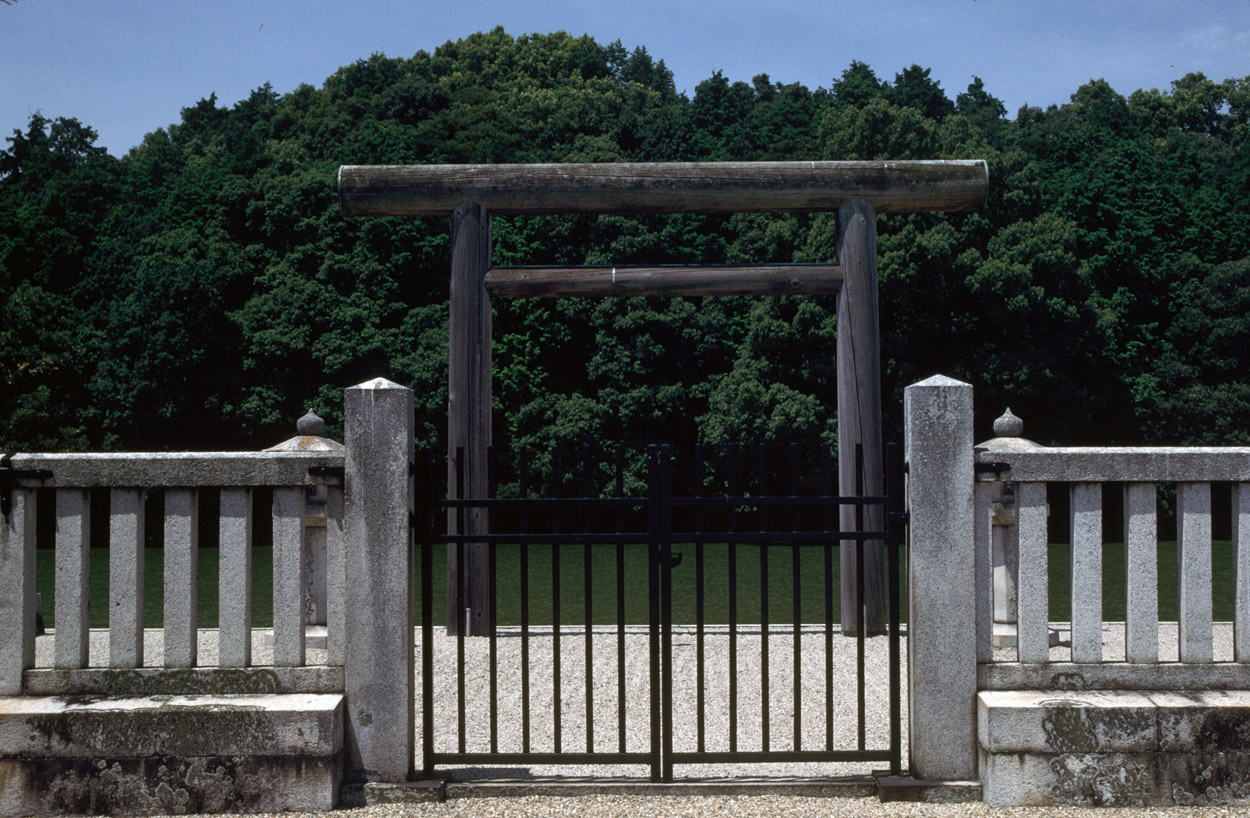
Tomba de l'emperador Suinin a Nara

L'emperador Suinin (垂仁天皇, Suinin Tennō) és l'11è emperador del Japó que apareix a la tradicional llista d'emperadors.
No existeien dades exactes sobre aquest emperador, cosa que ha dut a molts historiadors a considerar-lo com a llegendari. Però, es considera que el seu regnat va començar el 29 aC i que va morir el 70 dC.
El Nihon Shoki anota, durant el seu regnat, la lluita entre Tehiede Tuhōyō i Taima no Kehaya com el primer combat de sumo.